# Джанамеджая
Джанамеджа́я (санскр. जनमेजय) — в индуистской мифологии царь из Лунной Династии, правнук Арджуны. Герой древнеиндийского эпоса «Махабхараты» и Пуран, царь Куру, сын Парикшита и Мадравати (согласно «Махабхарате») или дочери Уттары Иравати (согласно «Бхагавата-пуране»).
Джанамеджая был внуком Абхиманью и правнуком великого витязя Арджуны. После смерти своего отца Парикшита, Джанамеджая взошёл на престол царства Куру. Джанамеджая услышал первый пересказ «Махабхараты», сделанный учеником Вьясы Вайшампаяной. Согласно «Ваю-пуране» и «Матсья-пуране», между Джанамеджаей и Вайшампаяной возник спор в результате которого Джанамеджая, возможно, отрёкся от престола, уступив его своему сыну Шатанике.

## Одноимённые персонажи

### Сын Пуру
Помимо Джанамеджаи, сына Парикшита, есть и другой Джанамеджая из Лунной Династии, а именно сын Пуру, предок Пандавов и Кауравов.
Джанамеджая перед смертью трижды совершил церемонию ашвамедхи. Джанамеджая был женат на Ананте и имеет сына по имени Прачинван.
Джанамеджая также упоминается в ряде ведийских текстов.

### Сын Дурмики
Персонаж, упоминаемый в Махабхарате, сын Дурмуки, встал на сторону Пандавов в Баратаюде.